# Melanie Bahlo
Melanie Bahlo est une statisticienne australienne, spécialisée en génétique statistique et bio-informatique. Elle travaille au Walter and Eliza Hall Institute of Medical Research à Melbourne.

## Biographie
Bahlo fait ses études secondaires à Albury, Australie. Elle obtient un doctorat en génétique des populations à l'université Monash en 1998. Ses intérêts de recherche incluent les statistiques, la génétique, la bio-informatique et la génétique des populations. Elle s'occupe notamment d'étudier les gènes en lien avec certaines affections, telles la surdité et l'épilepsie.
Depuis 2009, elle est chef de laboratoire à la division de bio-informatique du Walter and Eliza Hall Institute of Medical Research, où son travail s'est centré sur les données de séquençage à haut débit d'organismes humains et non humains,.
Les projets de recherche de Bahlo comprennent notamment : 
- hiérarchisation des gènes in silico à l'aide de données d'expression génétique spécifiques au cerveau ;
- méthodes d'analyse de l'ADN acellulaire pour la détection des anomalies fœtales et le rejet de greffe ;
- découverte de répétitions étendues avec des données de séquençage du génome entier ;
- identification de l'identité par descendance avec les données ADN [5].

Bahlo et deux de ses collègues du Walter and Eliza Hall Institute of Medical Research, Mark Bennett et Haloom Rafehi, ont contribué à une recherche qui mit en évidence deux mutations géniques qui causent un type rare d'épilepsie.
Elle a également travaillé sur le syndrome nasodigitoacoustique ou syndrome de Kleipert.

## Prix et distinctions
Melanie Bahlo est lauréate de la médaille Moran 2009, décernée par l'Académie australienne des sciences, pour son travail en génétique théorique des populations, en épidémiologie génétique et en cartographie génétique.
Elle reçoit le prix Craven et Shearer, de l'Institut Walter et Eliza Hall en 2009 également, puis en 2010 la bourse Future du Australian Research Council, ainsi que la bourse de recherche senior du National Health and Medical Research Council.
Bahlo a bénéficié de deux subventions du Conseil national de la santé et de la recherche médicale : en 2014-2018 « Bioinformatique informatique et statistique pour les omiques médicaux » et en 2008-2012 « Analyse génétique et bioinformatique des maladies humaines complexes ».
Elle est membre de la Société de génétique humaine d'Australie, de la Société américaine de génétique humaine, de la Société statistique d'Australie, de l'Institut international de statistique et de la Royal Statistical Society.
Elle est membre en 2014 du panel Marsden Fund, c'est-à-dire d'un des groupes de spécialistes qui conseillent la fondation dans différents domaines, notamment l'octroi des bourses et des prix. Elle donne une conférence de l'Association australienne et néo-zélandaise pour l'avancement des sciences 2014 : « Using statistics to find the causes of inherited diseases ». La même année elle participe à l'action du Centre d'accès aux technologies génétiques de 2014 « Rencontrez les scientifiques » pour les élèves de 9e année.